# نیتن بار
نیتن بار (انگلیسی: Nathan Barr؛ زادهٔ ۹ فوریهٔ ۱۹۷۳) یک آهنگساز اهل ایالات متحده آمریکا است. وی از سال ۱۹۹۶ میلادی تاکنون مشغول فعالیت بوده‌است. 